# Gilling West
Gilling West – wieś w Anglii, w hrabstwie North Yorkshire, w dystrykcie (unitary authority) North Yorkshire. Leży 68 km na północny zachód od miasta York i 343 km na północ od Londynu.